# 라제시 고파쿠마르
라제시 고파쿠마르(힌디어: राजेश गोपाकुमार, 영어: Rajesh Gopakumar, 1967–)는 인도의 이론물리학자이다. 위상 끈 이론과 위상 양자장론에 공헌하였다. 주요 업적으로, 캄란 바파와 같이 발표한 고파쿠마르-바파 이중성(영어: Gopakumar–Vafa duality)이 있다.